# باوان منجال
باوان منجال هو أحد رواد الشركات العالمية، ومناصر للنمو والتقدم الاجتماعي والاقتصادي والابتكار التكنولوجي، ورئيس مجلس الإدارة والعضو والرئيس التنفيذي لشركة نيودلهي (الهند) التي يقع مقرها الرئيسي في هيروموتوكورب، وهي أكبر شركة مصنعة للعجلات الثنائية في العالم من حيث أحجام الوحدات المباعة من قبل شركة واحدة في السنة التقويمية. احتل المرتبة 32 كأغنى هندي في عام 2019 وفقًا لمجلة فوربس.